# Farndon (Nottinghamshire)
Pour les articles homonymes, voir Farndon.
Farndon est un village et une paroisse civile du Nottinghamshire, en Angleterre. Il est situé à cinq kilomètres environ au sud-ouest de la ville de Newark-on-Trent, dans le district de Newark and Sherwood. Au moment du recensement de 2011, il comptait 2 405 habitants.

## Étymologie
Le nom Farndon provient du vieil anglais fearn « fougère » et dūn « colline ». Il est attesté dans le Domesday Book sous la forme Farendune.